# Potopení lodi Patria
K potopení lodi Patria došlo 25. listopadu 1940 v přístavu Haifa. Loď SS Patria, která převážela asi 1800 židovských uprchlíků, se potopila po výbuchu bomby. Výbuch byl součástí plánu židovské polovojenské organizace Hagana, jak loď poničit, a zabránit tak britskými úřady nařízené deportaci uprchlíků.
Hagana však špatně odhadla, jaký bude mít exploze efekt. Bomba odpálila ocelový rám z celé jedné strany lodi, která se pak asi za 15 minut potopila. Stovky lidí se ocitly uvěznění v nákladovém prostoru. Celkem 267 jich zemřelo a 172 bylo zraněno. Přeživším Britové umožnili z humanitárních důvodů v Palestině zůstat.

## Kontext

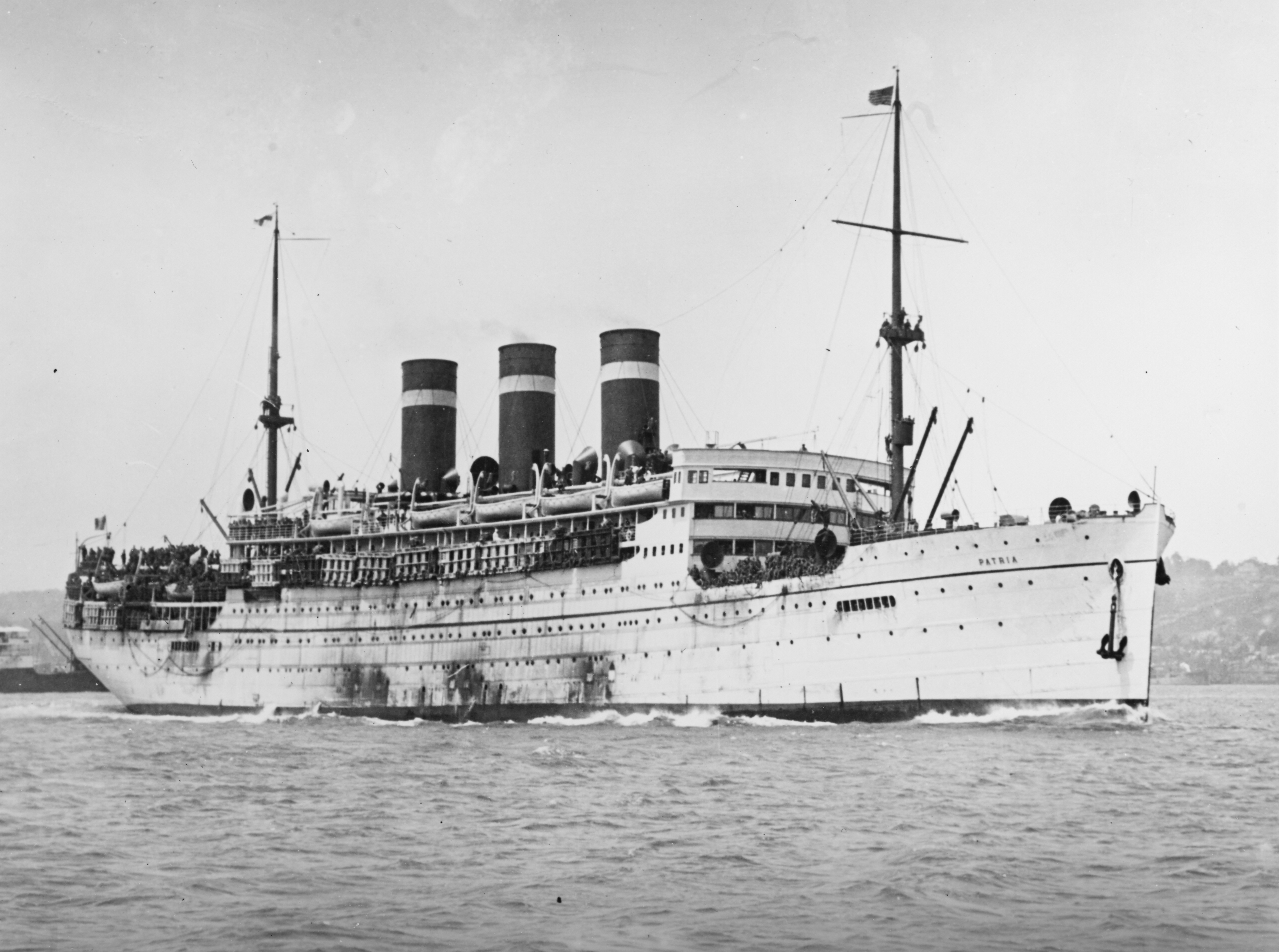
SS Patria cca 1918

Než se vláda nacistického Německa v roce 1941 rozhodla vyhladit všechny Židy v Evropě, její politika umožňovala snižování počtu Židů v Evropě emigrací. Židovské organizace organizovaly operace, v jejichž rámci se snažily odvézt Židy z Evropy do Palestiny - v rozporu s imigračními pravidly uplatňovanými britskou vládou.
To vyžadovalo spolupráci s nacistickými úřady, které viděly příležitost způsobit Británii potíže a zbavit se Židů. Zentralstelle für jüdische Auswanderung (Ústřední úřad pro židovskou emigraci, ZjA) pracoval pod dohledem Adolfa Eichmanna a organizoval židovskou emigraci z nacisty kontrolovaných částí Evropy. V září 1940 si ZjA pronajala tři lodě, SS Pacific, SS Milos a SS Atlantic, které měly odvézt židovské uprchlíky z rumunského přístavu Tulcea do Palestiny. Jejich pasažéry tvořilo asi 3600 uprchlíků z židovských komunit ve Vídni, Gdaňsku a Praze.
SS Pacific dosáhl palestinských vod 1. listopadu 1940, o několik dní později následoval SS Milos. Královské námořnictvo lodě zadrželo a doprovodilo je do přístavu v Haifě. Britský koloniální úřad rozhodl, že imigrantům nebude umožněn vstup. Vzhledem k tomu, že se bezpečnostní situace v regionu po britských úspěších v bojích v severní Africe zlepšila, koloniální úřad rozhodl, že je méně riskantní vyvolat židovský hněv než riskovat arabskou vzpouru, a že odmítnutí uprchlíků bude příkladem, který další potenciální přistěhovalce odradí.
Britský vysoký komisař pro Palestinu, Sir Harold MacMichael, vydal 20. listopadu příkaz k deportaci. Uprchlíci měli být převezeni na britská území na Mauriciu v Indickém oceánu a Trinidadu v Karibiku.
Pro cestu na Mauricius byli uprchlíci přemístěni na loď SS Patria. Šlo o zaoceánskou loď o tonáži téměř 12 000 BRT z roku 1913, kterou provozovala francouzská společnost Messageries Maritimes mezi Marseille a Levantou. Do přístavu Haifa se dostala krátce předtím, než Itálie vyhlásila válku Francii a Británii, a pak zůstala pro jistotu v přístavu. Poté, co Francie podepsala kapitulaci s nacistickým Německem, britské úřady v Haifě nejprve Patriu zadržely a poté ji zabavily pro použití jako vojenskou loď. Jako civilní loď mohla přepravovat 805 lidí včetně posádky, ale coby vojenská loď 1800 vojáků (bez posádky). Dostatek záchranných člunů měla jen pro původních 805 cestujících a posádku, takže byla doplněna o záchranné čluny.

## Výbuch

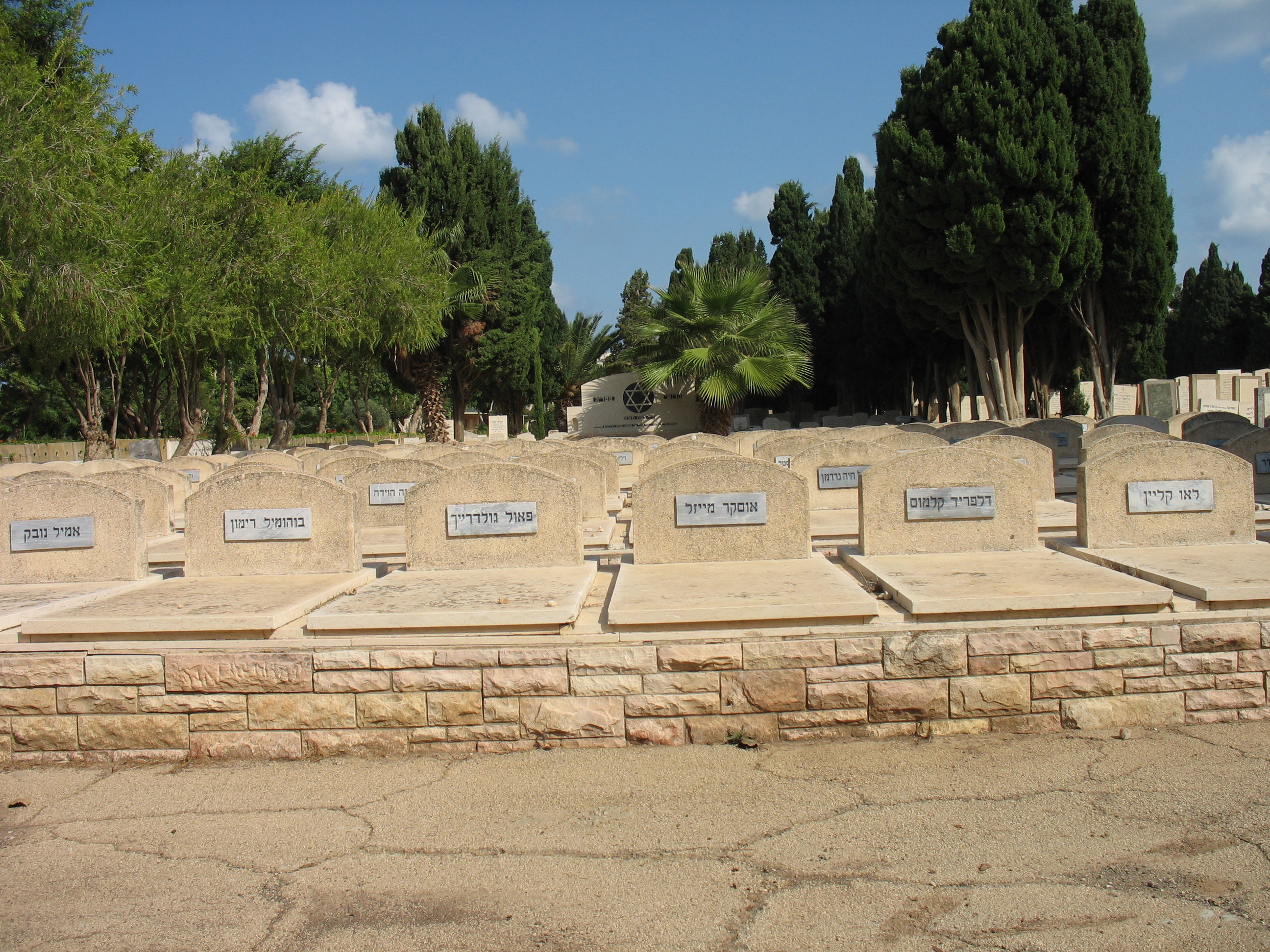
Hroby obětí neštěstí

Sionistické organizace zvažovaly, jak plán deportace zmařit. Generální stávka měla malý účinek. Skupina Irgun se neúspěšně pokusila umístit na Patriu bombu, aby jí znemožnila plavbu. O totéž se snažila organizace Hagana. Kdyby loď musela zůstat v přístavu kvůli opravám, znamenalo by to získat čas na to, aby se podařilo přinutit Brity ke zrušení příkazu k deportaci. Příslušníkem Hagany, odpovědným za operaci, byl Jicchak Sade, pověřený Moše Šaretem, který vedl politické oddělení Židovské agentury v dočasné nepřítomnosti Davida Ben-Guriona, který tehdy pobýval ve Spojených státech.
Dne 22. listopadu členové Hagany propašovali na loď dvoukilogramovou bombu, která měla explodovat ve 21 hodin toho dne. Zařízení však selhalo. Hagana tak 24. listopadu na loď propašovala druhou, silnější bombu. Druhého dne v 9 hodin ráno bomba explodovala. Hagana však špatně vypočítala účinek nálože - ta v boku lodi vyrazila díru o rozměrech 3 x 2 metry, což vedlo během 16 minut k potopení lodi.
V době exploze bylo na palubě Patrie 1 770 uprchlíků z lodí Pacific a Milos a dalších 134 z Atlanticu. Většinu zachránily britské a arabské čluny, které přispěchaly na místo. 267 lidí bylo prohlášeno za nezvěstné – přes 200 židovských uprchlíků plus 50 členů posádky a britských vojáků, a dalších 172 lidí bylo zraněno. Mnoho mrtvých bylo uvězněno v podpalubí Patrie, odkud nemohli uniknout. Nalezeno bylo nakonec 209 těl, která byla pohřbena v Haifě. Mezi mrtvými byl také Egon Bondy (* 1905), vnuk rakousko-českého podnikatele a poslance Bohumila Bondyho. Před smrtí z moře zachránil 25 žen a dětí, vyčerpáním utonul.

## Následky
Přeživší uprchlíci z Patrie se zbývajícími 1560 cestujícími z Atlanticu byli převezeni do internačního tábora Atlit. Později, po mezinárodní kampani, dostali přeživší z Patrie povolení k pobytu v Palestině. Ostatní cestující z Atlanticu však byli 9. prosince deportováni na Mauricius. Po válce dostali na výběr, kam se chtějí odstěhovat; 81 % z nich si vybralo Palestinu, do které přijeli v srpnu 1945.

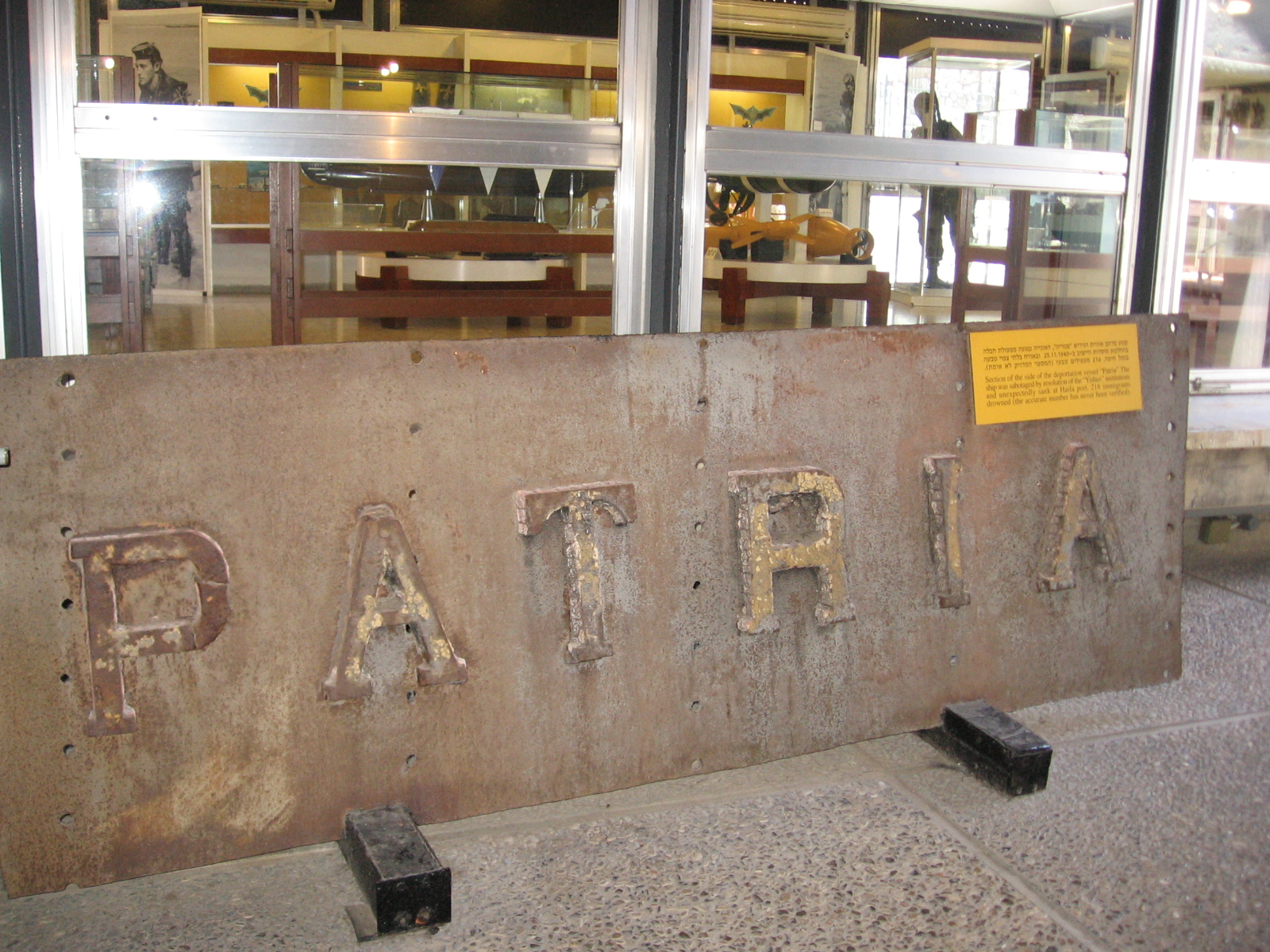
Zachovaný název lodi

V sionistickém vedení se vedla ostrá diskuse o správnosti operace. Rozhodnutí učinila aktivistická frakce bez konzultace s umírněnějšími členy, což způsobilo vážné vnitřní rozpory, které přetrvávaly po mnoho let. Umístění bomby nařídil Moše Šaret v době, kdy byl David Ben-Gurion v USA.
Někteří vůdci Jišuv (židovské komunity v Palestině) tvrdili, že ztráty na životech nebyly marné, protože přeživším z Patrie bylo dovoleno v zemi zůstat. Jiní byli názoru, že Hagana neměla právo riskovat životy přistěhovalců, protože nešlo o jejich svobodné rozhodnutí stát se účastníky podzemního židovského konfliktu s britskými úřady.
Role Hagany nebyla veřejně odhalena a byla zveřejněna historka, že deportovaní sami ze zoufalství loď potopili (tuto verzi líčil např. britský spisovatel Arthur Koestler). Británie byla léta přesvědčena, že za výbuchem stál Irgun.
Role Hagany byla veřejně odhalena až v roce 1957, kdy Munya Mardor, který bombu nastražil, napsal zprávu o svých aktivitách v židovském podzemním hnutí: "Nikdy neexistoval záměr loď potopit. Britové by to využili proti židovskému obyvatelstvu a prezentovali by to jako sabotáž válečného úsilí." Uvedl, že bylo v nejvyšším zájmu Hagany bojovat proti sankcím britské Bílé knihy z roku 1939 a primárním cílem bylo vyhnout se obětem.
Hagana se snažila zjistit, proč relativně malé množství výbušnin způsobilo v trupu tak velkou díru. Dospěla k závěru, že nástavba lodi byla ve špatném stavu, a proto nebyla schopna odolat tlaku exploze.
Rudolf Hirsch, židovsko-německý spisovatel, který emigroval do Palestiny v roce 1939, vydal o neštěstí román Patria Israel, ve kterém se výslovně odvolává na Mardorovu zprávu.